# Gaudenzio da Brescia
Gaudenzio da Brescia, al secolo Gaudenzio Bontempi (Brescia, 1612 – Oriano, 25 marzo 1672), è stato un teologo italiano, religioso dell'Ordine dei Frati Minori Cappuccini.

## Biografia
Nacque a Brescia nel 1612; discendente dalla nobile famiglia bresciana dei Bontempi.
Entrato nell'Ordine dei Cappuccini, fu assegnato al compito di lettore di teologia.
Con questa mansione visitò vari conventi della provincia di Brescia, come pure altre case di studio di Cappuccini in diverse province d'Italia.
Si ammalò improvvisamente ad Oriano e lì morì mentre era impegnato nella predicazione di un corso di sermoni quaresimali.
I suoi resti furono successivamente rimossi e portati nella chiesa cappuccina di Verolanuova, dove riposano tuttora.

## Opere
La sua fama come teologo rimane soprattutto per la sua Palladium Theologicum seu tuta theologia scholastica ad intimam mentem d. Bonaventurae Seraph. Doc. cujus eximiae doctrinae raptae restituuntur, sententiae impugnatae propugnantur, un lavoro che pone l'autore tra i migliori esponenti della scuola francescana.
Gianfrancesco Durantio, contadino e allievo di Gaudenzio, si impegnò a pubblicare il lavoro dopo la morte dell'autore, e sotto il patrocinio di Luigi XIV di Francia, che sottopose il manoscritto all'esame di una speciale commissione di dottori della Sorbona, fu pubblicato a Lione in sette folio volumi, nel 1676.